# Rahhal Mahasin
Idris Rahhal Mahasin, Driss Rahal Mahassine (ar. ادريس رحال محاسن; ur. 1 sierpnia 1939 w Casablance) – marokański zapaśnik walczący w stylu klasycznym. Dwukrotny olimpijczyk. Odpadł w eliminacjach turnieju w Rzymie 1960 i Meksyku 1968. Startował w kategorii 62 kg.
- Turniej w Rzymie 1960

Przegrał z Lee Allenen z USA i Węgrem Imre Polyákiem.
- Turniej w Meksyku 1968

Przegrał z Dimityrem Galinczewem z Bułgarii i zawodnikiem Korei Południowej Kim Ik-jongiem.